# Leikung porosa
Leikung porosa är en spindelart som först beskrevs av Fred R. Wanless 1978.  Leikung porosa ingår i släktet Leikung och familjen hoppspindlar. Inga underarter finns listade i Catalogue of Life.